# Агнес фон Хоенлое-Лангенбург
Агнес фон Хоенлое-Лангенбург; Мария Агнес Хенриета (на немски: Agnes, Prinzessin zu Hohenlohe-Langenburg; Marie Agnes Henriette Prinzessin zu Hohenlohe-Langenburg; * 5 декември 1804, дворец Лангенбург; † 9 септември 1835, Бор (Хайд), Бохемия, Австрийска империя) е принцеса от Хоенлое-Лангенбург и чрез женитба наследствена принцеса на Льовенщайн-Вертхайм-Розенберг.

## Живот
Тя е най-малката дъщеря на княз Карл Лудвиг фон Хоенлое-Лангенбург (1762 – 1825) и съпругата му графиня Амалия Хенриета Шарлота фон Золмс-Барут (1768 – 1847), дъщеря на граф Йохан Kристиан II фон Золмс-Барут (1733 – 1800) и графиня Фридерика Луиза София Ройс-Кьостриц (1748 – 1798).
Агнес се омъжва на 31 май 1827 г. в дворец Вилдек, Ротенбург на Фулда, за наследствен принц Константин фон Льовенщайн-Вертхайм-Розенберг (* 28 септември 1802, Клайнхойбах; † 27 декември 1838), единственият син на княз Карл Томас фон Льовенщайн-Вертхайм-Розенберг (1783 – 1849) и графиня София Лудовика Вилхелмина цу Виндиш-Грец (1784 – 1848).
Тя умира на 9 септември 1835 г. в Бор (Хайд) в Пилзенски край в Бохемия. Погребана е във францисканския манастир Енгелберг в Гросхойбах близо до Милтенберг.
- Герб на Хоенлое-Лангенбург
- Гробът на Агнес във францисканския манастир Енгелберг в Гросхойбах

## Деца
Агнес и Константин имат две пораснали деца:
- Аделхайд (* 3 април 1831; † 16 декември 1909), омъжена на 24 септември 1851 г. в Клайн Хойбах за Мигел I Португалски (* 26 октомври 1802; † 14 ноември 1866), херцог на Браганца, крал на Португалия (1828 – 1834)
- дъщеря (*/† 1 май 1832)
- Карл Хайнрих (* 21 май 1834, Хайд, Бохемия; † 8 ноември 1921, Кьолн), 6. княз на Льовенщайн-Вертхайм-Розенберг, женен I. на 18 октомври 1859 г. в Офенбах за принцеса Аделхайд фон Изенбург-Бюдинген-Бирщайн (* 10 февруари 1841, Офенбах; † 2 март 1861, Клайнхойбах ам Майн), II. на 4 май 1863 г. във Виена за принцеса София фон Лихтенщайн (* 11 юли 1837, Виена; † 25 септември 1899, Фишхорн)
- дъщеря (*/† 29 август 1835)